# Mary Bly
Mary Bly, nota anche con lo pseudonimo di Eloisa James (1962), è una critica letteraria e scrittrice statunitense.

## Biografia
Nata e cresciuta in Minnesota, Mary Bly è la primogenita degli scrittori Carol e Robert Bly; il suo padrino era il poeta James Wright, che le dedicò una poesia nella sua silloge Collected Poems, premiata con il Premio Pulitzer per la poesia nel 1972. Ha conseguito una laurea triennale in letteratura inglese all'Università di Harvard, una laurea magistrale all'Università di Oxford e il dottorato di ricerca in studi rinascimentali a Yale nel 1995. Da allora insegna letteratura inglese del XVI e XVII secolo all'Università Fordham. Nel 2000 la Oxford University Press ha pubblicato la sua prima monografia, Queer virgins and virgin queans on the early modern stage, uno studio sulla poesia omoerotica inglese del primo seicento, con particolare attenzione all'attività letteraria di Michael Drayton e della compagnia teatrale dei King's Revels.
Parallelamente all'attività accademica, si è affermata come scrittrice di romanzi rosa, specialmente di carattere storico e ambientati nell'Inghilterra georgiana o del periodo della reggenza: sotto lo pseudonimo di Eloisa James ha pubblicato una trentina di romanzi, tradotti in ventotto lingue e con oltre sette milioni di copie vendute. Ventiquattro dei suoi romanzi sono entrati nella classifica dei best seller del New York Times. Inizialmente aveva tenuto segreta la sua identità di romanziera rosa, temendo ripercussioni negative sulla sua carriera universitaria, ma dopo il suo primo bestseller nel 2005 ha svelato la sua identità.
È sposata con Alessandro Vettori, da cui ha avuto due figli.

## Opere

### SeriePleasures
1. Potent Pleasures, 1999
2. Midnight Pleasures, 2000
3. Enchanting Pleasures, 2001

### SerieEsme & Friends
1. Duchess in Love, 2002
2. Fool For Love, 2003
3. A Wild Pursuit, 2004
4. Your Wicked Ways, 2004

### SerieEssex Sisters
1. Non senza di te [Much Ado About You], Mondadori, 2015  [2005], ISBN 9788852066696.
2. Baciami, Annabel [Kiss Me, Annabel], Mondadori, 2015  [2005], ISBN 9788852066702.
3. Amare un duca [The Taming of the Duke], Mondadori, 2015  [2006], ISBN 9788852066719.
4. Nel nome del piacere [Pleasure for Pleasure], Mondadori, 2015  [2006], ISBN 9788852066726.
5. A Gentleman Never Tells, 2016

### SerieFairy Tales
1. Il bacio di mezzanotte [A Kiss at Midnight], Mondadori, 2015  [2010], ISBN 9788804654049.
2. La resa di Piers [When Beauty Tamed the Beast], Mondadori, 2016  [2011], ISBN 978-8804659648.
3. La duchessa perfetta [The Duke is Mine], Mondadori, 2016  [2012], ISBN 9788852072178.
4. Beata ingenuità [The Ugly Duchess], Mondadori, 2016  [2012], ISBN 9788852072161.
5. La fanciulla nella torre [Once Upon a Tower], Mondadori, 2016  [2013], ISBN 9788852066696.

Sono considerate parte della serie, seppur senza un ordine preciso, anche i seguenti romanzi:
- I sogni e i desideri [As You Wish], Mondadori, 2018  [2013], ISBN 9788852090998. Composta dalle novelle Sedotta da un pirata (Seduced by a Pirate) e Con questo bacio (With This Kiss)
- Winning the Wallflower, 2011
- Storming the Castle, 2010

### SerieDesperate Duchesses
1. Duchesse disperate [Desperate Duchesses], Mondadori, 2015  [2007], ISBN 9788852058288.
2. Prima di Natale [An Affair Before Christmas], Mondadori, 2015  [2007], ISBN 9788852058295.
3. La notte della duchessa [Duchess by Night], Mondadori, 2015  [2008], ISBN 9788852058301.
4. Il ritorno del duca [When the Duke Returns], Mondadori, 2015  [2008], ISBN 9788852058318.
5. Duchessa del mio cuore [This Duchess of Mine], Mondadori, 2015  [2009], ISBN 9788852066665.
6. Un duca tutto mio [A Duke of Her Own], Mondadori, 2015  [2009], ISBN 9788852066672.

### Serie9-to-5, Duchess Style!
1. I segreti di Lady X [Three Weeks With Lady X], Mondadori, 2016  [2014], ISBN 9788852076848.
2. Disposta a tutto per averti [Four Nights With the Duke], Mondadori, 2018  [2015], ISBN 9788852084379.
3. Sette minuti in paradiso [Seven Minutes in Heaven], Mondadori, 2018  [2017], ISBN 9788852088278.

### SerieLadies Most
1. La lady perfetta (The Lady Most Likely, 2010) – con Julia Quinn e Connie Brockway
2. The Lady Most Willing..., 2012 – con Julia Quinn e Connie Brockway

### SerieThe Wildes of Lindow Castle
1. Un lord innamorato [Wilde in Love], Mondadori, 2019  [2017], ISBN 9788852093159.
2. Too Wilde to Wed, 2018
3. Born to be Wilde, 2018
4. Say No to the Duke, 2019
5. Say Yes to the Duke, 2020
6. My Last Duchess, 2020
7. Wilde Child, 2021

### SerieSeduction
1. Two Dances and a Duke, 2023
2. Two Vows and a Viscount, 2023
3. Two Masquerades and a Major, 2024
4. Two Lies and a Lord, 2024

### SerieWould-Be Wallflowers
1. Un'adorabile zitella [How To Be a Wallflower], Mondadori, 2023  [2022], ISBN 9788835727279.
2. Finalmente contessa [The Reluctant Countess], Mondadori, 2024  [2022], ISBN 9788835732044.
3. Mai con quel duca [Not That Duke], Mondadori, 2024  [2023], ISBN 9788835736998.
4. My American Duchess, 2023

### SerieAccidental Brides
1. Viscount in Love, 2024
2. Hardly a Gentleman, 2025

### Altri romanzi
- Talk of the Ton, 2009
- A Fool Again, 2011

- Midsummer Delights, 2018
- Mistletoe Christmas: An Anthology, 2021 – con Christi Caldwell, Janna MacGregor e Erica Ridley